# Магнус Недреготтен
Маґнус Віктор Недреґоттен (норв. Magnus Victor Nedregotten) — норвезький керлінгіст, олімпійський медаліст, призер чемпіонатів світу та Європи.

## Кар'єра
Бронзову олімпійську медаль Недреготтен виборов разом із Крістін Скаслієн на Пхьончханській олімпіаді 2018 року в турнірі змішаних пар. Власне, норвезька пара програла матч за третє місце російській, але отримала бронзові медалі після дискваліфікації Олександра Крушельницького за провалений тест на мельдоній
.

## Зовнішні посилання
- У базі даних www.worldcurl.com